# Luc-la-Primaube
Luc-la-Primaube (okzitanisch Luc-La Primalba) ist eine französische Gemeinde mit 6054 Einwohnern (Stand: 1. Januar 2022) im Département Aveyron in der Region Okzitanien. Sie gehört zum Arrondissement Rodez und zum Kanton Nord-Lévezou. Die Einwohner werden Lucois oder Primaubois genannt.

## Geografie
Die Gemeinde liegt zwischen Toulouse und Lyon. Der Fluss Brienne begrenzt die Gemeinde im Norden.
Umgeben wird Luc-la-Primaube von den Nachbargemeinden Olemps im Norden, Flavin im Osten, Calmont im Süden, Baraqueville im Westen und Druelle Balsac im Nordwesten. Neben zahlreichen kleinere Ortschaften besteht die Gemeinde vor allem aus den Orten Luc und La Primaube.
Durch die Gemeinde führt die Route nationale 88.

## Geschichte
Bis 2005 hieß die Gemeinde nur nach ihrem Hauptort Luc.

### Bevölkerungsentwicklung
| Jahr      | 1962 | 1968 | 1975 | 1982 | 1990 | 1999 | 2006 | 2011 | 2019 |
| Einwohner | 1428 | 1864 | 2613 | 3674 | 4036 | 4717 | 5258 | 5685 | 6005 |

## Sehenswürdigkeiten
- Kirche in Luc aus dem 15. Jahrhundert mit dem Glockenturm aus dem Jahr 1612
- Kapelle Saint-Martin, gotischer Bau aus dem 13. Jahrhundert
- Château de Planèzes aus dem 15. Jahrhundert